# Кински, Радслав Младший
Радслав Младший Кински из Вхиниц и Тетова (чеш. Radslav mladší Kinský z Vchynic a Tetova; 1582, Эгер, Чешское королевство, Священная Римская империя — 26 июля 1660, Лейден, Республика Соединённых провинций) — чешский политический деятель из рода Кинских. Принадлежал к утраквистам, в юности учился в Альтдорфе и Страсбурге. Поддержал антигабсбургское восстание 1618 года, стал членом нового чешского правительства (Директории) и одним из командующих армией. Разбил Бюкуа при Польне. В ноябре 1620 года участвовал в Белогорской битве, где повстанцы понесли окончательное поражение. После этого эмигрировал, всю оставшуюся жизнь провёл в голландском Лейдене, где посвятил себя интеллектуальным занятиям.